# Geschichte Malawis
Die Geschichte Malawis umfasst die Entwicklungen auf dem Gebiet der Republik Malawi von der Urgeschichte bis zur Gegenwart.

## Geschichte bis 1859
In Uraha, unweit von Karonga, liegt der Fundort des – nach dem Unterkiefer-Fragment LD 350-1 – zweitältesten zur Gattung Homo gestellten Fossils, das bisher von Paläoanthropologen entdeckt wurde. Der 2,4 Millionen Jahre alte, bezahnte Unterkiefer wurde im Rahmen des Hominiden-Korridor-Projekts geborgen und erhielt die Sammlungsnummer UR 501; er wurde von seinen Entdeckern, Timothy Bromage und Friedemann Schrenk, als Homo rudolfensis eingeordnet. In Karonga wurde aufgrund einer Initiative Schrenks mit Unterstützung der Deutschen Gesellschaft für Technische Zusammenarbeit (GTZ) und der Uraha-Stiftung ein Kultur- und Museumszentrum gegründet, das unter anderem Vormenschenfunde beherbergen soll.
Erste bekannte Bewohner der Region aus der Art des modernen Menschen (Homo sapiens) waren die San, welche vor rund 3500 Jahren ins Gebiet des heutigen Malawis kamen. Zeugen ihrer Anwesenheit sind die noch heute bestehenden Felszeichnungen in den Höhlen von Chencherere und Mphunzi südlich der Stadt Lilongwe.
Auch die Nkope-Kultur am Malawisee, die Longwe-Kultur am Mulanje und bei Nsanje sind von Bedeutung. Bis 1000 n. Chr. wanderten Bantuvölker nach Malawi ein.

Königreich der Maravi

Malawi leitet seinen Namen von dem Königreich der Maravi ab, die zwischen 1500 und 1700 weite Teile Malawis und des nördlichen Mosambik beherrschten.
Erste Europäer in Malawi waren portugiesische Händler aus den Küstenstädten Mosambiks. Namentlich bekannt ist Caspar Bocarro, der Edelmetalle von den Minen bei Zumbo am Sambesi gegen europäische Güter tauschte. Auch gelangten vereinzelte Jesuiten ins Gebiet, gründeten aber keine Gemeinden und Siedlungen. Sie brachten allerdings die Sage von einem riesigen See im Norden des Gebietes mit. Die Portugiesen kauften Elfenbein, Sklaven, Gold und Nahrungsmittel und verkauften europäische Waren und Maissamen. Eine portugiesische Delegation unter F. de Lacerda fand zwar den Mwerusee, aber nicht den Malawisee, falls sie überhaupt nach ihm gesucht hat. Der Begriff Entre Lagos (deutsch: „Zwischen den Seen“) für das Gebiet von Mangochi setzt bei den Portugiesen durchaus eine präzise geographische Vorstellung voraus, nur verliefen die Haupthandelswege über Petauke in den Copperbelt, denn von dort kamen Kupfer, Gold und Elfenbein, vom Malawisee nur Fisch.
Es sieht so aus, als ob die Chewa nach Norden wanderten, also das fruchtbare Hochland der Viphya Mountains besiedelten. Nach 1500 entwickelte sich Nkhotakota um das Handelsgut Eisen, das die Chewa zu bearbeiten verstanden, zum wichtigsten Handelsplatz am See, den Händler aus Sansibar Ende des 18. Jahrhunderts erreichten und bald Sklavenhändler nach sich zogen. Unabhängig von diesen wanderten Anfang des 19. Jahrhunderts die Yao, die für die Portugiesen Sklaven jagten, von Osten her in das Gebiet von Mangochi. Bald danach wanderten Nguni aus Natal in die Gebiete um Ntcheu und Mzimba. Sie kamen in kleinen Gruppen und stießen in ein dünn besiedeltes Land.

## Neuere Geschichte (ab 1859)

### Europäische Entdeckung und Frühphase der Kolonisierung 1859–1891
David Livingstone erreichte am 16. September 1859 als erster Europäer die Ufer des Njassasees, der heute als Malawisee bekannt ist. 1861 versuchte eine Gruppe von Missionaren unter der Leitung von Bischof Frederick Mackenzie an dessen Ufer eine Missionsstation zu errichten. Sie kamen nur bis in die Gegend von Zomba. Die Malaria und Angriffe der Yao trieben sie zurück an die Küste. Erfolgreicher waren dagegen im Jahr 1875 eine Gruppe schottischer Missionare. Sie gründeten die heutigen Städte Blantyre und Livingstonia und waren entschiedene Gegner des Sklavenhandels. Da die Missionare versorgt werden mussten, wurde 1878 die African Lakes Company gegründet. Diese schuf eine eigene Schutztruppe und ihre Leute gerieten oft mit arabischen Sklavenhändlern aneinander. Zur Betreuung der britischen Bürger entsandte Großbritannien 1883 erstmals einen Konsul ins Gebiet der Könige und Häuptlinge Zentralafrikas. Die britische Company (Gesellschaft) rekrutierte ständig mehr Soldaten. Einer von ihnen war der Offizier Frederick Lugard. Ihm und seinen Leuten gelang die Vertreibung der Sklavenhändler Richtung Norden. Ein weiteres Problem waren die Portugiesen, die ihre Kolonien Angola und Mosambik verbinden wollten. Deshalb schickten sie 1889 eine Expedition unter Alexandre Serpa Pinto ins Gebiet des heutigen Malawi. Um die Portugiesen fernzuhalten, trieben die Briten die Erschließung voran. Am 21. September 1889 gründeten sie das Protektorat Shire River und ernannten einen britischen Kommissar. Im selben Jahr übernahm die British South African Company die weitere Erschließung des Gebiets.

## Britische Kolonialzeit 1891–1964

### Der Aufbau der Kolonialstrukturen 1891–1918
Die offizielle britische Verwaltung begann am 15. September 1891 mit der Gründung des Njassaland-Distrikt-Protektorats. Bereits am 23. Februar 1893 wurde das Gebiet in Protektorat Britisch-Zentralafrika umbenannt. Der neue Verwalter, Henry Hamilton Johnston, der gleichzeitig Nordrhodesien (das heutige Sambia) verwaltete, vertrieb die Sklavenhändler endgültig mit Hilfe von Kanonenbooten und indischen Hilfstruppen. Sein Nachfolger Alfred Sharpe brachte Tee, Tabak und Baumwolle ins Land. Um diese Produkte anbauen zu können, kam es im Shire-Tal zu großflächigen Landenteignungen und zur Vertreibung von Einheimischen. Diese wehrten sich gegen die Besetzer und wurden erst um 1904 unterworfen.

Flagge Njassalands

Baptistenprediger John Chilembwe, Führer eines Aufstands 1915

Sharpe blieb (mit kurzer Unterbrechung) bis 1910 im Amt. Am 1. Mai 1908 wurde er erster ständiger Gouverneur des Protektorats Njassaland. Seit 1907 verfügten die europäischen Zuwanderer mit dem Einsitz in den Exekutiv- und Legislativrat über begrenzten politischen Einfluss. 1911 wurde deren Mitsprache ausgeweitet. Afrikaner waren in diesen Gremien nicht vertreten. Von 1903 bis 1911 verließen viele Malawier das Land, um Arbeit in den Minen Südafrikas zu bekommen. Den europäischen Siedlern fehlten die Arbeitskräfte. Deshalb wurde den Einheimischen die Arbeit in Südafrika verboten.
Zu Beginn des Ersten Weltkriegs drangen von Deutsch-Ostafrika (heute Tansania) kaiserliche Truppen im Norden Malawis ein. Mit Zwangsrekrutierungen großen Stils konnten die Eindringlinge abgewehrt werden. Insgesamt 18.920 Mann kamen zu den King’s African Rifles und weitere 191.200 Männer leisteten als Träger oder Mitglied der Heimwehr Dienst.
Weit größere Probleme bereitete der Kolonialmacht der Aufstand von 1915. Die rechtlosen Einheimischen waren in den vergangenen Jahren in immer größerer Zahl zum Christentum übergetreten. Gleichzeitig erhielten sie eine Schulbildung. Einheimische Christen wurden zu Wanderpredigern, sahen aber auch das Elend ihrer Landsleute. Drei Personen unter ihnen predigten den Leuten nicht nur das Evangelium, sondern sagten den Zuhörenden auch: „Afrika gehört den Afrikanern!“ Unter der Leitung von John Chilembwe, Charles Domingo und Elliott Kamwana, die als Propheten angesehen wurden, erhoben sich zahlreiche Afrikaner gegen die Europäer. Die Briten schlugen den Aufstand brutal nieder.

### Die Zwischenkriegszeit 1918–1939
Zuerst arbeiteten die Briten in der Zwischenkriegszeit Pläne aus, die eine Vereinigung von Malawi mit Kenia oder Tanganjika vorsah. Dies und die Benachteiligung der Afrikaner gegenüber weißen Siedlern führte bereits 1920 zur Gründung der Nyasaland Native National Association unter Malawiern in Südafrika. Auch im Land selber entstanden lokale Zellen. Ende der 1920er-Jahre verlangten die europäischen Siedler eine Zusammenlegung Malawis mit Südrhodesien (heute Simbabwe) und Nordrhodesien. Wegen der heftigen Reaktion der Afrikaner auf diese Pläne begrub die Kolonialregierung die Idee bis 1939.

### Endphase der Kolonialzeit 1939–1964
Als am 18. Oktober 1944 von der britischen Kolonialverwaltung eine engere Zusammenarbeit Njassalands mit den beiden Rhodesien beschlossen wurde, gründete Levi Mumba mit gleich Gesinnten den Nyasaland African Congress (NAC). Dessen Vertreter in London war der Arzt Hastings Kamuzu Banda. Diesem gelang es, der britischen Kolonialbehörde neun Jahre lang Pläne für eine Zentralafrikanische Föderation auszureden. Doch am 23. November 1953 wurde die Föderation Wirklichkeit. Die NAC unter Henry Chipembere, Kanyama Chiume und Dunduzu Chisiza bekämpfte zusammen mit sambischen Kollegen die Föderation mit Streiks und Demonstrationen. Bei den Legislativwahlen vom 15. März 1956 errang der NAC alle fünf den Afrikanern zustehenden Mandate. Am 6. Juli 1958 kehrte der populäre Banda nach 43 Jahren in sein Geburtsland zurück. Kurze Zeit später, am 1. August 1958, wurde er bereits zum Parteipräsidenten des NAC auf Lebenszeit ernannt. Im November nahmen, nach einem Boykottaufruf von Banda, lediglich 16 Afrikaner an den Wahlen zum Föderationsrat teil. Ab 15. Februar 1959 kam es zu massiven Unruhen. Polizeistationen wurden überfallen, Gefängnisse gestürmt und die Häftlinge befreit, Flughäfen blockiert. Die Stadt Fort Hill (heute Chitipa) geriet in die Hände des NAC. In dieser Lage verhängte die Föderationsregierung am 3. März 1959 den Notstand und bot Tausende weißer Soldaten nach Malawi auf. Nach monatelangen Unruhen und 51 Toten konnte im Juni 1959 die Ruhe wiederhergestellt werden. Gleichzeitig verhaftete die Regierung rund 1000 NAC-Leute, darunter die gesamte Führung. Der NAC wurde verboten – aber am 30. September als Malawi Congress Party (MCP) neu gegründet. Die provisorische Leitung übernahm Orton Chirwa. Die unbeliebte Föderation aber war politisch am Ende.
Banda wurde am 1. April 1960 aus dem Gefängnis entlassen und am 5. April 1960 zum MCP-Vorsitzenden gewählt. Am 16. Juni 1960 hob die britische Kolonialverwaltung den Notstand auf. Im August 1960 gewährten die Briten dem Land eine begrenzte innere Autonomie.
Vor der Unabhängigkeit gewährten die Kolonialbehörden in der Verfassung von 1961 Schwarzen ein aktives und passives Wahlrecht; dieses war allerdings durch Bildungsschranken und Eigentumsanforderungen eingeschränkt. Viele Frauen waren in den nationalistischen Bewegungen aktiv. Bei den Wahlen im August 1961 durften Frauen, die die Anforderungen an Bildung und Eigentum erfüllten, wählen. Alle europäischen Frauen und etwa 10.000 schwarze Frauen durften wählen.
Bei den Legislativwahlen vom 15. August 1961 gewann die MCP 22 der 28 Sitze, darunter alle den Afrikanern zustehenden. Banda wurde am 1. Februar 1963 erster afrikanischer Premierminister des Protektorats. Am 31. Dezember 1963 wurde die Zentralafrikanische Föderation offiziell aufgelöst. Am 6. Juli 1964 endete die britische Kolonialzeit und das Protektorat Njassaland wurde zum unabhängigen Staat Malawi.

## Unabhängiges Malawi (seit 1964)

### Die Ära Hastings Kamuzu Banda 1964–1994
Bei der Erlangung der Unabhängigkeit 1964 wurde das allgemeine Wahlrecht und damit auch das unbeschränkte Frauenwahlrecht eingeführt.
Mit Ausnahme der drei für die Oberschichten reservierten Sitze gewann die MCP alle Mandate bei den Parlamentswahlen von 1964. Am 6. Juli 1964 wurde Hastings Kamuzu Banda erster Regierungschef des unabhängigen Malawi. Bereits kurz nach der Staatsgründung zerbrach die MCP in zwei Fraktionen. Banda war für eine prowestliche Politik und wollte die Europäer in Verwaltung und Justiz erst allmählich ersetzen. Die jüngeren Führungsmitglieder der MCP dagegen wollten so bald wie möglich nur noch Afrikaner in Führungspositionen. Der Regierungschef setzte sich mit seiner Vorstellung durch und entließ daher am 7. September drei Minister. Weitere Minister, die mit seiner Sichtweise nicht einverstanden waren, demissionierten ebenso. Als Banda am 29. Oktober 1964 noch mehr Verfassungsrechte zugesprochen wurden – unter anderem richterliche Gewalt – wurde er quasi zum Alleinherrscher. 200 Anhänger des entlassenen Ministers Chipembere versuchten im Februar 1965 einen Volksaufstand auszulösen. Außer der Eroberung der Stadt Mangochi gelang ihnen dies nicht. Auch dort wurden sie bald vertrieben. Die Folge waren Massenverhaftungen. Dennoch flackerten am 29. April und 3. Mai neue Unruhen auf. Doch auch diese wurde von loyalen Truppen bis Ende Mai unterdrückt. Nach Einführung der Republik wurde Banda am 6. Juli 1966 erster Präsident Malawis. Er führte das Einparteiensystem ein. Als Zeichen guten Willens entließ Banda am 20. Dezember 1966 184 politische Häftlinge und versprach rückkehrwilligen Oppositionellen Amnestie. Der ehemalige Außenminister Yatuta Chisiza wurde bei seiner Einreise aus Tansania am 24. April 1967 ermordet und seine Begleiter inhaftiert. Ein Gericht verurteilte sie am 14. Juni 1968 zum Tode. Das Urteil wurde am 29. März 1969 vollstreckt, indem die zum Tode Verurteilten gehängt wurden. 1970 schaltete der Präsident die letzten unabhängigen Instanzen gleich. Die vier weißen Richter des Obersten Gerichts traten wegen der ständigen Einmischungen des Staatsoberhaupts in ihre Arbeit resigniert zurück. Führer der Opposition wurden wegen angeblicher Beteiligung an Ritualmorden inhaftiert.
Das Parlament änderte im November 1970 die Verfassung und machte Banda zum Präsidenten auf Lebenszeit. Bei den Wahlen vom April 1971 traten nur von Banda selbst ausgesuchte Kandidaten an – und wurden alle gewählt. Diese wählten dann anschließend Banda zum Präsidenten auf Lebenszeit. Politisch unerwünschte weiße Missionare und missliebige Journalisten verließen bis 1973 das Land oder wurden ausgewiesen. Viele afrikanische Migranten wurden ebenso in ihre Heimatländer abgeschoben. Gewaltsame Übergriffe zwangen auch Tausende Mitglieder der verbotenen Religionsgemeinschaft Zeugen Jehovas zur Flucht ins benachbarte Ausland. 1973 fiel der Minister Aleke Banda bei Banda in Ungnade, weil er einer sambischen Zeitung gesagt hatte, der vorgesehene Nachfolger seines Namensvetters zu sein. Bei einer antiasiatischen Kampagne wegen angeblichen Ausbeutung der Afrikaner gerieten die 12.000 Asiaten des Landes unter Druck. Ein Teil verließ das Land, andere flüchteten sich in städtische Ghettos. Die Wahlen von 1976 verliefen nach dem gleichen Schema wie diejenigen von 1971. Ein weiterer potentieller Nachfolger Bandas, MCP-Generalsekretär Albert Muwalo Nqumayo verlor sein Amt wegen einer angeblichen Verwicklung in einen Putschplan. Die vorgezogenen Wahlen vom 29. Juni 1978 verliefen eine Spur demokratischer. Nur in 33 der 87 Wahlkreise gab es nur einen Kandidaten, in allen anderen traten jeweils mehrere Kandidaten der MCP gegeneinander an. Das Volk wählte 31 bisherige Parlamentarier ab. Ein von Banda angeordneter Mordversuch am in Mosambik lebenden Oppositionspolitiker Attati Mpakati misslang. 1982 fiel der frühere Justizminister Orton Chirwa bei einer Reise entlang der Landesgrenze in die Hände der malawischen Regierung. Das Gericht verurteilte ihn und seine Frau am 5. Mai 1983 zum Tode. Doch wurde dieses Urteil auf Druck von Menschenrechtsorganisationen, Kirchen und westlichen Geberländern in lebenslange Haft umgewandelt. Chirwa starb 1992 im Gefängnis von Zomba. Bakili Muluzi, MCP-Generalsekretär und möglicher Nachfolger von Banda, fiel 1982 in Ungnade und trat im Mai 1982 aus der Regierung aus. 1983 gelang ein weiterer Mordversuch an Mpakati in Simbabwe. Bei einem Autounfall starben vier Politiker, darunter MCP-Generalsekretär Dick Matenje. Angeblich hatte dieser kurz vor seinem Tod heftige Kritik an Bandas Politik geübt.
Bei den Parlamentswahlen vom 29. und 30. Juni 1983 kam es in 21 Wahlkreisen zu Einer-, in den Anderen zu Mehrfachbewerbungen von Mitgliedern der MCP. Das Land rutschte wegen seiner südafrika-freundlichen Haltung und der Unterstützung der RENAMO-Rebellen immer mehr in die politische Isolation. Nach Drohungen Mosambiks schickte Malawi Deserteure der mosambikanischen Armee und RENAMO-Rebellen zurück nach Mosambik. Die Parlamentswahlen vom 27. und 28. Mai 1987 verliefen wie die vorangegangenen. In 38 Wahlkreisen gab es Einer-, in den übrigen Mehrfachkandidaturen von MCP-Leuten. Diesmal wurden aber 53 bisherige Mandatsträger vom Volk abgewählt. Nach dem Tod des ihm verhassten Präsidenten Samora Machel wechselte Banda im mosambikanischen Bürgerkrieg die Fronten. Die RENAMO war nun der Feind und die FRELIMO-Regierung Mosambiks der Freund. Zwischen dem 24. und 26. Januar 1989 boykottierten die Studenten der Universität von Zomba die Vorlesungen und verlangten politische Reformen. Bei einem Benzinbombenanschlag in Lusaka, der Mitgliedern des Malawi Freedom Movement (MAFREMO) galt, starben in der sambischen Hauptstadt zehn Menschen. Im März 1990 wurde im Exil eine weitere Oppositionspartei gegründet, die Malawi Socialist Labour Party (MSLP). Ihre Gründer waren vorher Mitglieder der League of Socialists of Malawi (LESOMA) gewesen.
Die Endphase von Bandas Herrschaft war eingeläutet. Westliche Regierungen und Hilfswerke machten die Zahlung und Überweisung von Geld und Hilfe von der Entlassung politischer Gefangener abhängig. Mit Ausnahme von Chirwa und Aleke Banda konnten deshalb beinahe alle politischen Häftlinge in die Freiheit zurückkehren. Banda musste auch seinen Intimus und Chefberater John Tembo, den Onkel seiner „Hostess“, entlassen, weil Tembo in finanzielle Ungereimtheiten verwickelt war. Im sambischen Exil schlossen sich MAFREMO, LESOMA und die Malawi Democratic Union zur United Front for Multi-party Democracy (UFMD) zusammen. Im südafrikanischen Exil wurde im August die Malawi Democratic Party (MDP) aus der Taufe gehoben. Am 8. März 1992 stellte sich die Katholische Kirche Malawis offen gegen Banda. In allen ihren Gotteshäusern wurde ein von acht katholischen Bischöfen verfasster Brief mit der Forderung nach Wiedereinführung der Mehrparteiendemokratie verlesen. In die gleiche Kerbe schlugen am 12. März sambische Oppositionelle in Lusaka.
Blantyre und Zomba wurden vom 15. bis zum 17. März von Studentenprotesten erfasst. Am 23. März 1992 wurde im Untergrund die Alliance for Democracy (Aford) gegründet und Ex-MCP-Generalsekretär Muluzi zu ihrem Vorsitzenden gewählt. Entgegen anderslautenden Zusagen ließ Banda den aus dem Exil zurückkehrenden Gewerkschafter und Oppositionellen Chakufwa Chihana am 8. April in Lilongwe verhaften. Wegen der desolaten wirtschaftlichen Lage kam es im Mai zu Massenstreiks. Die Proteste wurden niedergeschlagen, wobei 37 Menschen ihr Leben verloren. Eine herbe Enttäuschung erlebte der Staatspräsident am 2. Juni. Die (reformierte) Church of Central Africa, der neben Banda auch mehrere Kabinettsmitglieder angehörten, kritisierte die Menschenrechtslage im Land und forderte die Rückkehr zur Mehrparteiendemokratie. Am 26. und 27. Juni 1992 fanden die nächsten Parlamentswahlen statt. Die Opposition rief zum Boykott auf. Weil sich in 50 der 141 Wahlkreise kein oder nur ein geeigneter Kandidat der MCP der Wahl stellte, konnten Hunderttausende Wahlberechtigte gar nicht wählen. Außerdem wurden insgesamt 62 bisherige Parlamentarier vom Volk abgewählt. Unter ausländischem Druck entließ Hastings Banda am 10. Juli den inhaftierten Oppositionspolitiker Aleke Banda. Bis am 8. Oktober schlossen sich immer mehr Organisationen der Forderung nach Beendigung der Einparteienherrschaft an. Sie gründeten das Public Action Committee (PAC). Der greise Präsident gab schließlich nach und versprach am 18. Oktober in einer Radioansprache ein Referendum über die Anzahl Parteien (Ein- oder Mehrparteiensystem).
Nur einen weiteren Tag später begannen bereits Verhandlungen zwischen der Regierung und der PAC/Aford. Ein Präsidentenrat wurde gegründet, in dem beide Seiten gleich viele Mitglieder stellten.
Das Referendum wurde am 14. Juni 1993 abgehalten. Einen Tag zuvor war der im April verhaftete Aford-Vorsitzende frei gelassen. Bei einer Wahlbeteiligung von 67,1 % siegten die Anhänger des Mehrparteiensystems deutlich mit 64,69 %. Doch während alle Distrikte der Nord- und Südregion mit Mehrheiten von 71 bis 94 % für dieses System votierten, sprach sich die Mehrheit in acht der neun Distrikte in der Zentralregion – Bandas Heimat – für das Einparteiensystem aus. Der Volkswille wurde nach der Abstimmung rasch umgesetzt. Bereits am 29. Juni strich das Parlament den Verfassungsartikel über das Einparteiensystem. Am 19. August entstand die Malawi National Democratic Party (MNDP) und im Oktober die United Democratic Front
(UDF). Für den schwer kranken Banda übernahm von Oktober bis Dezember der Vorsitzende des Präsidentenrats, Gwanda Chakuamba, die Staatsgeschäfte. Der Beschluss, wonach Banda Präsident auf Lebenszeit sei, wurde vom Parlament am 17. November 1993 aufgehoben. Als am 2. Dezember drei unbewaffnete Angehörige von der Jugendorganisation der MCP, den Malawischen Jungen Pionieren getötet wurden, startete die Armee ohne Parlamentsbeschluss eine Entwaffnungsaktion gegen die Jungen Pioniere. Diese wehrten sich heftig. 32 Menschen starben. 2000 der 7000 Jungen Pioniere flüchteten mit ihren Waffen vor der überlegenen Armee nach Mosambik. Ende Dezember hatte die Armee die übrigen Pioniere entwaffnet. Bei Vorwahlen der UDF setzte sich Muluzi mit 47,3 % gegenüber 33,6 % für Aleke Banda durch und wurde deren offizieller Präsidentschaftskandidat. Muluzi wurde auch von weiteren Oppositionsparteien unterstützt.
Zu den Parlamentswahlen vom 17. Mai 1994 traten acht Parteien(bündnisse) an. Bei einer Wahlbeteiligung von 80,02 % erhielt die UDF 46,44 % der Stimmen und 85 Sitze, die MCP 33,65 % und 56 Mandate und die Aford 18,94 % und 36 Sitze. Bei den gleichzeitig stattfindenden Präsidentenwahlen traten vier Kandidaten an. Muluzi (UDF) siegte mit 47,15 % der Stimmen. Der geschlagene Banda (MCP) erhielt 33,44 %, Chihana (Aford) 18,89 % und Kamlepo Kalua (Malawi Democratic Party; MDP) 0,52 %. Das Land erlebte allerdings eine politische Dreiteilung. Muluzi und die UDF gewannen im Süden, Banda und die MCP im Zentrum und Chihana und die Aford im Norden. Bereits am 25. Mai 1994 stellte Muluzi sein 25-köpfiges Kabinett mit Politikern aus UDF, MNDP und UFMD vor. Für die Aford wurden drei Kabinettsposten frei gehalten. Der gekränkte Banda zog sich im September aus der Politik zurück und überließ den MCP-Vorsitz seinem Stellvertreter Chakuamba.

### Die Ära Muluzi 1994–2004
Wegen häufiger Dürren, der AIDS-Epidemie und der Misswirtschaft unter Banda trat Muluzi ein schweres Erbe an. Zudem weigerte die Aford sich, in die Regierung einzutreten, so dass Muluzi über keine Parlamentsmehrheit verfügte. Hastings Kamuzu Banda, John Tembo und drei hohe Polizeioffiziere wurden am 6. Januar 1995 wegen des Todes von Dick Matenje und drei weiteren Politikern im Jahr 1983 verhaftet und angeklagt. Der Prozess gegen sie begann am 24. April und endete aus Mangel an Beweisen mit einem Freispruch am 23. Dezember. Die neue Regierung musste auf Druck des IWF Stellen in der Verwaltung einsparen, unrentable Staatsbetriebe schließen, die Landeswährung abwerten und Preise und Abgaben erhöhen. Deshalb erhöhte sich die Arbeitslosigkeit, die Armut im Lande wuchs und die Kriminalitätsrate stieg stark an. Dies führte zu einem massiven Popularitätsverlust der Herrschaft Muluzis im malawischen Volk. Gleichzeitig kämpfte die Regierung mit Korruptionsproblemen in der eigenen Führungsriege. Um die gravierende Korruption in Regierung und Verwaltung zu bekämpfen, wurde im Februar 1996 ein Antikorruptionsbüro geschaffen.
Die Aford trat im Juli 1995 in die Regierung ein, doch boykottierte sie und die MCP von Juni 1996 bis zum 3. April 1997 die Parlamentssitzungen. Grund hierfür waren Abwerbungsversuche der UDF in den Reihen der MCP und Aford, um eine stabile eigene Regierung bilden zu können. Am 25. November 1997 starb Banda und wurde mit einem Staatsbegräbnis verabschiedet. Durch neue Gesetze und Beschlüsse wurde am 5. Juni 1998 die Nationale Wahlkommission (MEC) gestärkt. Die Parlamentswahlen vom 15. Juni 1999 führten bei einer sehr hohen Wahlbeteiligung von 92 % zu einem Sieg der UDF. Diese erhielt allerdings keine absolute Mehrheit, sondern 47,28 % der Stimmen und 93 Mandate. Außerdem erreichte die MCP 33,82 % und 66 Sitze, die Aford 10,56 % und 29 Mandate. Unabhängige Kandidaten erhielten 7,13 % und vier Sitze. Die anderen acht Kleinparteien gingen leer aus. Bei den Präsidentenwahlen gewann Muluzi knapp mit 52,38 %. Chakuamba (MCP-Aford) kam auf 45,17 % der Stimmen und beschuldigte Muluzi des Wahlbetrugs. Von den weiteren drei Bewerbern erhielten: Kalua (MDP) 1,45 %, Daniel Nhumbwa (Congress for National Unity; CONU) 0,52 % und Bingu wa Mutharika (United Party; UP) 0,47 %. Die MCP-Aford reichte bei der MEC Wahlbeschwerde in 16 Distrikten ein. Gleichzeitig zündeten deren Anhänger Moscheen an – Muluzi ist Muslim – und zerstörten Geschäfte von UDF-Anhängern. In einem abschließenden Urteil erklärte das Oberste Gericht die Wahlen schließlich für rechtmäßig. Im September 2000 veröffentlichten die Antikorruptionsbehörde und die Rechnungsprüfungskommission einen gemeinsamen Bericht. In diesem wurden mehrere Minister beschuldigt, Geld für fiktive Aufträge einkassiert zu haben. Deshalb entließ Muluzi am 2. November 2000 das gesamte Kabinett. Am 21. November 2000 fanden erstmals Lokalwahlen statt. Von den 860 zu vergebenden Sitzen erhielten die UDF 610, die Aford 120 und die (bereits in zwei Fraktionen antretende) MCP 84 Mandate. Die niedrige Wahlbeteiligung von 14,2 % zeigte allerdings die Unzufriedenheit des Volks mit den Politikern.
Nach der MCP spaltete sich 2001 auch die UDF. Ein Teil der bisherigen Mitglieder gründete 2001 die National Democratic Alliance (NDA). Der Gründungskongress der NDA sollte in Blantyre stattfinden. Doch verbot John Chikakwiya, der UDF-Bürgermeister der Stadt, diese Versammlung. Er wurde deshalb angeklagt und in einem Prozess am 21. Februar 2001 vom Gericht wegen Missachtung demokratischer Rechte zu zwei Wochen Gefängnis verurteilt. Ab dem 16. Januar begannen die Prozesse gegen Dutzende korrupter Minister, Parlamentarier und Beamte. Und im März verhaftete die Polizei sechs Personen wegen eines angeblichen Putschversuchs. Um Abwerbungen von Parlamentariern zu verhindern, verabschiedete das Parlament im Mai ein Gesetz, welches zum automatischen Sitzverlust bei einem Parteiwechsel führte. Man wollte eine weitere Fragmentierung des Parlaments vermeiden. John Tembo wurde von einer großen Mehrheit der MCP-Distriktvorsitzenden an Stelle von Chakuamba zum neuen Vorsitzenden der MCP gewählt. Der Verlierer erklärte diesen Vorgang allerdings für illegal. Wegen angeblicher Verstrickung in den Putschversuch vom März wurde Brown Mpinganjira, Vorsitzender der NDA, im Oktober verhaftet. Doch ein Gerichtsurteil revidierte im Dezember diesen Vorgang und Mpinganjira kam frei.
Da Malawi auf Anweisung des IWF Lebensmittelvorräte verkauft hatte, brach nach dem Dürrejahr 2001 im darauf folgenden Jahr eine Hungersnot aus, die Millionen Menschen betraf. Der für die Verteilung der Hilfslieferungen zuständige Minister Leonard Manguluma wurde wegen Versagens im August 2002 entlassen. Internationale Hilfe für die notleidende Bevölkerung traf wegen der Korruption innerhalb der Regierung vorerst nur zögerlich ein.
Muluzi versuchte mehrfach die Verfassung in einer Art abzuändern, die es ihm ermöglicht hätte, eine dritte Amtszeit auszuüben. Nach dem Misslingen dieser Bemühungen erreichte er, dass der von der UP übergelaufene Mutharika als UDF-Kandidat für die Präsidentenwahlen antrat. Bei der MCP traten im Mai 2003 Tembo und Chakuamba als Präsidentenkandidaten zur Vorausscheidung an. Der Verlierer Chakuamba verließ wegen seiner Niederlage im Januar 2004 die MCP und gründete die Republican Party (RP). Aleke Banda trat wegen der Wahl von Mutharika zum Präsidentschaftskandidaten von der UDF zum neu gegründeten People’s Progressive Movement über. Gleichzeitig mit ihm wechselte auch Vizepräsident Justin Malewezi zur PPM. Dieser trat dann als Unabhängiger zur Präsidentenwahl 2004 an. Weitere Abspaltungen von den drei Großparteien folgten. So gründeten Aford-Mitglieder das Movement for Genuine Democratic Change (MGODE) und unzufriedene MCP-Mitglieder den New Congress for Democracy.
Die Wahlen mussten wegen der ungenügenden Wählerregistrierung um zwei Tage verschoben werden. Die politische Zersplitterung führte dazu, dass bei den Wahlen vom 20. Mai 2004 fünf Präsidentschaftskandidaten und 15 Parteien (plus Unabhängige) antraten. Bei einer Wahlbeteiligung von 54,32 % gab es bei beiden Wahlen keinen eindeutigen Wahlsieger. Das UDF-Duo Mutharika/Cassim Chilumpha erhielt 35,89 %, Tembo und Peter Chiwona (MCP) 27,13 %, Chakuamba/Aleke Banda (RP) 25,72 %, Mpinganjira/Clara Makungwa (NDA) 8,72 % und Malewezi/Jimmy Koreia-Mpatsa (Unabhängige) 2,53 % der Stimmen. Neuer Präsident des Landes wurde somit Mutharika. Wegen mangelnder Wählerregister wurde in sechs der 193 Wahlkreise nicht gewählt. Von den 187 vergebenen Mandaten erhielt die MCP 58, die UDF 49, die Mgwirizano-Koalition 27, die NDA 8, Aford 6 und die CONU einen Sitz. Unabhängige Kandidaturen waren in 38 Fällen erfolgreich. Internationale Wahlbeobachter beurteilten die beiden Wahlen allerdings als weder frei noch fair.

### Die Ära Mutharika
Da die zur Mgwirizano gehörenden RP (15 Sitze) und MGODE (drei Sitze) zusammen mit dem Großteil der Unabhängigen eine Koalition mit der UDF eingingen, konnte diese weiter regieren. Im Oktober 2004 wurde der frühere Finanzminister Friday Jumbe unter dem Vorwurf von gesetzeswidrigen Lebensmittelverkäufen in Notzeiten verhaftet und im anschließenden Prozess zu fünf Jahren Gefängnis verurteilt. Staatspräsident Mutharika beschuldigte seine UDF der Sabotage gegen die Antikorruptionsbehörde ACB. Er trat deshalb am 5. Februar 2005 aus der UDF aus und gründete am 16. März 2005 die Democratic Progressive Party. 83 Parlamentsabgeordnete aus seiner Regierungskoalition folgten ihm bei diesem Schritt. Wegen dieses ihrer Meinung nach illegalen Schritts verlangten UDF-Parlamentsabgeordnete die Eröffnung eines Absetzungsverfahrens gegen Mutharika. Die Debatte darüber begann am 24. Juni, beinhaltete schwere gegenseitige Anschuldigungen und wurde schließlich am 10. Januar 2006 wegen des Rückzugs des Absetzungsverfahrens beendet.

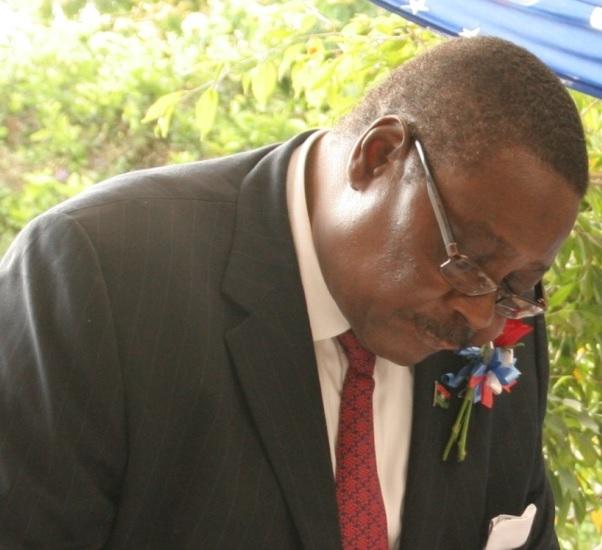
Peter Mutharika

Bei einer Kabinettsumbildung musste Chakuamba, Präsident der RP, die Regierung verlassen. Wegen der verheerenden Dürre von 2004 im Süden und Zentrum des Landes erklärte die Regierung angesichts von Millionen hungernder Malawier am 15. Oktober 2005 das gesamte Staatsgebiet zum Katastrophengebiet. Die Antikorruptionsbehörde verlangte am 18. Oktober 2005 von Ex-Staatspräsident Muluzi und Ministern seiner Regierung genaue Angaben über deren Einkünfte während ihrer Amtszeit. Hintergrund waren erhebliche Vermögenszuwächse in Millionenhöhe bei diesem Personenkreis. In Korruptionsverdacht geriet auch der amtierende Vizepräsident Chilumpha. Deshalb wurde er von Mutharika am 9. Februar 2006 entlassen. Doch hob das Oberste Gericht diesen Entscheid bereits einen Tag später wieder auf, da laut Verfassung nur das Parlament einen Vizepräsidenten seines Amtes entheben darf. Doch verhaftete die Polizei Chilumpha zusammen mit den Geschäftsleuten Yussuf Matumula und Rashid Nembo am 28. April 2006 erneut. Dieses Mal unter dem Vorwurf eines Mordplans gegen Staatspräsident Mutharika. Nembo wurde wegen fehlender Beweise von einem Gericht im Januar 2007 freigesprochen. Der Prozess gegen Chilumpha und Matumula findet derzeit (Stand 25. Februar 2007) vor dem Obersten Gericht in Blantyre statt.
Im Verlaufe der Präsidentschaftswahlen vom 20. Mai 2014 gewann Peter Mutharika den Wettlauf unter mehreren Kandidaten. Er siegt mit 36,4 % vor Lazarus Chakwera mit 27,8 % und weiteren Amtsbewerbern. Ihm unterlag auch die bisherige Amtsinhaberin Joyce Banda, die noch zuvor die Wahl für ungültig erklären lassen wollte.

### In deutscher Sprache
- Frank Hülsbörner, Peter Belker: Malawi. Land des Feuers. Conrad Stein Verlag, 1995. ISBN 3-89392-225-3
- Alice Petersen: Livingstones schwarze Erben. Kolonialherrschaft und Afrikanische Eliten. Das Beispiel Malawi. Horlemann Verlag, 1990. ISBN 3-927905-13-5
- Ilona Hupe, Manfred Vachal: Reisen in Zambia und Malawi. Ilona Hupe Verlag, 2006. ISBN 3-932084-32-2

### In englischer Sprache
- Owen J.M. Kalinga, Cynthia A. Crosby: Historical Dictionary of Malawi. 3rd edition. Scarecrow Press, 2001. ISBN 0-8108-3481-2 (Standardwerk)
- Robert I. Rotberg: The Rise of Nationalism in Central Africa: The Making of Malawi and Zambia 1873–1964. Harvard University Press, 1974. ISBN 0-674-77191-5
- Anthony Woods, Melvin E. Page: The Creation of Modern Malawi. Westview Press, 2004. ISBN 0-8133-1402-X
- Marin Chanock: Law, Custom and Social Order:The Colonial Experiance of Malawi and Zambia. Greenwood Press, 1998. ISBN 0-325-00016-6
- George Shepperson, Thomas Price: Independent African:John Chilembwe and the Origins, Settings and Significance of the Nyasaland Native Rising of 1915. Edinburgh University Press, 1987. ISBN 0-85224-540-8
- Harvey J. Sindima: Malawi's First Republic:An Economic and Political Analysis. University Press of America, 2002. ISBN 0-7618-2332-8 (für die Zeit von 1964 bis 1994)
- Colin Baker: Revolt of the Ministers. The Malawi Cabinet Crisis 1964–1965. I.B. Tauris & Co., 2001. ISBN 1-86064-642-5
- Hari Englund: A Democracy of Chameleons. Politics and Culture in the New Malawi. The Nordic Africa Institute, 2003. ISBN 91-7106-499-0 (für die neueste Zeit)